# Parto pré-termo
Parto pré-termo, também denominado parto prematuro, é o parto de um bebé antes das 37 semanas de idade gestacional. Estes bebés são denominados prematuros. Os sintomas de um parto pré-termo incluem contrações uterinas em intervalos inferiores a dez minutos e perda de líquido pela vagina. Os bebés prematuros apresentam um risco acrescido de paralisia cerebral, atraso no desenvolvimento, problemas de audição e problemas de visão. O risco aumenta quanto mais cedo ocorrer o parto.
Na maior parte dos casos, a causa do parto pré-termo é desconhecida. Entre os fatores de risco estão a diabetes, hipertensão arterial, uma gravidez múltipla, obesidade ou baixo peso, uma série de infeções vaginais, fumar e stresse psicológico. Recomenda-se que o parto não seja induzido antes das 39 semanas de gestação a não ser que seja imperioso por razões médicas. A mesma recomendação aplica-se à realização de cesarianas. Entre as razões médicas para a indução de um parto prematuro está a pré-eclampsia.
Em pessoas com risco acrescido, a administração da hormona progesterona durante a gravidez pode prevenir o parto prematuro. As evidências não apoiam a utilidade do repouso na cama. Estima-se que pelo menos 75% dos bebés prematuros pudessem sobreviver com tratamento adequado. Em mulheres com risco de parto pré-termo, os corticosteroides melhoram o prognóstico. Existem uma série de medicamentos que atrasam o parto, como a nifedipina, dando tempo para que a mãe possa ser transferida para um local com assistência médica e onde os corticosteroides têm maiores probabilidades de ser eficazes. Caso o parto pré-termo ocorra, o tratamento inclui manter o bebé quente através de contacto pele a pele, em apoiar a amamentação, no tratamento de eventuais infeções e no apoio respiratório.
O parto pré-termo é a causa mais comum de morte infantil em todo o mundo. Em cada ano nascem prematuramente cerca de 15 milhões de bebés, o que corresponde a 5–18% de todos os partos. Em muitos países, entre as décadas de 1990 e 2010 o número de partos pré-termo tem vindo a aumentar. Em 2013, as complicações dos partos pré-termo causaram 740 000 mortes, uma diminuição em relação às 1,57 milhões em 1990. A probabilidade de sobrevivência de um bebé que nasça antes das 23 semanas de gestação é próxima do zero, enquanto que às 23 semanas é de 15%, às 24 semanas 55% e às 25 semanas cerca de 80%. As probabilidades de sobrevivência sem dificuldades a longo prazo são menores.

## Impacto do aquecimento global
Como resultado da crise climática, a exposição ao calor aumenta o risco de parto para mulheres grávidas. Isso leva a uma gravidez mais curta, o que pode resultar em problemas posteriores de saúde e cognição da criança. Com base em uma comparação de dados de taxas de natalidade e dados meteorológicos nos EUA de 1969 a 1988, os problemas gestacionais associados ao calor podem ser quantificados. O calor extremo causa um aumento de nascimentos no dia da exposição ao calor e no dia seguinte e nascimentos adicionais foram acelerados em até duas semanas. Estima-se que uma média de 25.000 bebês por ano tenha nascido mais cedo como resultado da exposição ao calor, com uma perda total de mais de 150.000 dias gestacionais anualmente. As projeções climáticas sugerem perdas adicionais de 250.000 dias de gravidez por ano até o final do século.

## Casos notáveis
O bebé mais prematuro do mundo é Curtis Means, nascido a 5 de julho de 2020, no Estado do Alabama, ao fim de 21 semanas de gestação, Curtis é o bebé mais prematuro do mundo a sobreviver. Nasceu com apenas 420 gramas. Os médicos apontavam para 1% de probabilidade de sobrevivência, mas Curtis provou ser a exceção à regra. Passou 275 dias no hospital e ficou três meses ligado a aparelhos para poder respirar. A irmã gémea não sobreviveu ao nascimento prematuro e morreu no dia seguinte ao parto.
Os gémeos mais prematuros do mundo nasceram no Canadá em 2022. Tiveram uma gestação de 126 dias e pesavam entre 300 a 400 gramas.